# Каугернське повстання
Каугернське повстання (також відоме як Каугурське повстання) — серія селянських заворушень початку жовтня 1802 року на території маєтку Каугерн, що входив до складу Ліфляднської губернії Російської імперії.

## Передумови до повстання
У 1799 році велика частина Ліфляндській губернії постраждала від неврожаю та наступного за ним голоду. Фактично такий стан справ тривав ще два сезони, аж до 1802 року. У зв'язку з проблемами губернська адміністрація розпорядилася не стягувати з селянських господарств певну кількість зерна і сіна, яке традиційно поставлялося на армійські потреби. У грошовому обчисленні розміри податі традиційно додавалися до подушного податку, яку то губернському уряду зобов'язався виплачувати власник маєтку за своїх селян, а ті, в свою чергу, змушені були відпрацьовувати борг на поміщицьких полях. Після того, як через неврожай податок був скасований, остзейські поміщики прийняли колективне неофіційне рішення самовільно збільшити розміри панщини, намагаючись отримати власну вигоду з ситуації, що склалася. Що стосується селян, то ті зберігали впевненість в тому, що уряд Росії після скасування стаціонарних податків взагалі планує ліквідувати панщину і підозрювали, що власники маєтків приховують від них якусь «вільну грамоту».

## Хронологія селянських заворушень
Селяни Венденської, Вольмарської і Раунської волостей до початку жовтня 1802 року прийняли рішення саботувати вказівки поміщиків. На чолі заколотників став слуга маєтку Муяни Готхард Йохансон, переконаний ідеями німецького просвітителя і правозахисника Гарліба Меркеля, який виступав проти системи кріпацтва в Прибалтійських губерніях, та Великої французької революції. Йохансон поширив заклик серед селян до непокори поміщикам і спорядження депутатів до російського самодержця з проханням про заступництво.
7 жовтня 1802 року генерал-губернатор Ліфляндії Сергій Федорович Голіцин (офіційний представник царської влади в губернії) направив в Каугерн земського суддю барона Унгерна-Штернберга і озброєний загін для впевненості. 12 селян, які перші заявили про свою відмову відпрацьовувати нові збільшені норми барщини, були заарештовані. Решта селян маєтки Каугерн зі своїми ватажками ухвалили рішення звільнити заарештованих селян із застосуванням зброї.
9 жовтня 1802 року поблизу Каугерна зібралися більше трьох тисяч селян, які були озброєні косами, сокирами, палицями, а у деяких були мисливські рушниці і заблокували суддю, після чого той був змушений вступити в діалог з бунтівниками.
10 жовтня 1802 року до Каугерну прибуло армійське підкріплення, в тому числі і сили артилерії. Солдати отримали наказ про взяття під варту ватажків повстання, який був негайно виконаний. Через спротив селян був відданий наказ відкрити вогонь по натовпу. Від пострілів загинули на місці чотири людини, семеро були важко поранені і також померли, згодом померли ще троє поранених. Ватажки повстання (Йохансон та інші) були засуджені до смертної кари, яка була замінена засланням до Сибіру.

## Повстання у мистецтві
- «Каугурське повстання» — латиський художній фільм 1940 року.